# Borjanice
Borjanice su naseljeno mjesto u općini Foča, Republika Srpska, BiH. Popisano je kao samostalno naselje na popisu 1961., a na kasnijim popisima ne pojavljuje se, jer je 1962. pripojeno Miljevini (Sl.list NRBiH, br.47/62). Južno i jugozapadno su rudnici. Okolna naselja su Izbišno, Ocrkavlje, Miljevina, Budanj i Anđelije.

## Stanovništvo
| Narod     | Popis 1961. |
| --------- | ----------- |
| Hrvati    |             |
| Muslimani |             |
| Srbi      | 91          |
| ostali    |             |
| Ukupno    | 91          |